# Lepaera
Lepaera est une municipalité du Honduras, située dans le département de Lempira. La municipalité est fondée en 1956. Elle comprend 45 villages et 135 hameaux.

## Source de la traduction
- (en) Cet article est partiellement ou en totalité issu de l’article de Wikipédia en anglais intitulé « Lepaera » (voir la liste des auteurs).